# Jolanta Jastrząb
 Jolanta Jastrząb  (ur. 1971 w Częstochowie) – malarka, rysownik, pedagog Akademii Sztuk Pięknych w Katowicach.

## Życiorys
Absolwentka Liceum Plastycznego w Częstochowie. Studiowała na Wydziale Grafiki Akademii Sztuk Pięknych w Krakowie, filia Katowice uzyskując dyplom w pracowni projektowania graficznego prof. Tomasza Jury oraz w pracowni malarstwa prof. Romana Nowotarskiego. Stopień naukowy doktora sztuki otrzymała w 2004, a w 2011 uzyskała habilitację. Tytuł profesora sztuki otrzymała w 2021. Prowadzi pracownię rysunku dla studentów I-go roku kierunku Malarstwa na Akademii Sztuk Pięknych w Katowicach. Od września 2012 do 2020 r. pełniła funkcję kierownika katedry Malarstwa ASP w Katowicach. Od września 2013 pełni funkcję kierownika Środowiskowych Studiów Doktoranckich ASP Katowice. Od 2016 jest koordynatorem z ramienia ASP pierwszego w kraju, interdyscyplinarnego, międzyuczelnianego kierunku arteterapia. Odznaczona w 2014 Medalem Komisji Edukacji Narodowej, a w 2020 honorową odznaką „Zasłużony dla Kultury Polskiej”